# Spizella atrogularis
Spizella atrogularis este o specie de păsări din genul Spizella, familia Emberizidae, care se găsește în Statele Unite și Mexic.